# وزارة نوري السعيد الرابعة
وزارة نوري السعيد الرابعة أو الوزارة السعيدية الرابعة هي الحكومة العراقية الخامسة والعشرون.
توفي الملك غازي في 4 نيسان 1939، فانحلت وزارة نوري السعيد الثالثة، وتشكلت هذه الوزارة في 6 نيسان 1939 واستمرت حتى 21 شباط 1940. تشكلت بعدها وزارة نوري السعيد الخامسة.

## التشكيلة الوزارية
تكونت الوزارة من الوزراء أدناه:
- رئيس مجلس الوزراء: نوري السعيد
- وزير الداخلية: ناجي شوكت
- وزير الدفاع: طه الهاشمي
- وزير الخارجية: نوري السعيد ثم علي جودت الأيوبي في 25 نيسان 1939
- وزير المالية: رستم حيدر (قتل في 18 كانون الثاني 1940)
- وزير العدلية: محمود صبحي الدفتري
- وزير المعارف: صالح جبر
- وزير الاقتصاد والمواصلات: عمر نظمي

لم يستمر ناجي شوكت في منصب وزير الداخلية طويلا، فقد استقال في يوم 29 نيسان 1939، فخلفه نوري السعيد في المنصب وكالة إلى حين تعيين عمر نظمي بالتعديل الوزاري.
في آب 1939، قسمت وزارة الاقتصاد والمواصلات إلى وزارتين هما وزارة الأشغال والمواصلات ووزارة الاقتصاد. شغل عمر نظمي منصب وزير الأشغال والمواصلات ومنصب وزير الاقتصاد بالوكالة.
في 20 أيلول 1939، صدرت التعديلات الوزارية التالية:
- جلال بابان وزيرا للأشغال والمواصلات خلفا لعمر نظمي
- تعيين عمر نظمي وزيرا للداخلية
- تعيين صادق البصام وزيرا للاقتصاد
- استحداث وزارة الشؤون الاجتماعية، وشغل المنصب الدكتور سامي شوكت

كان مقتل الوزير رستم حيدر سببا لتقديم نوري السعيد الاستقالة.